# Gross Windgällen
Il Gross Windgällen (3.187 m s.l.m.) è una montagna delle Alpi Glaronesi. Si trova nello svizzero Canton Uri.
Si può salire sulla vetta partendo da Golzern (1392 m) e passando dal rifugio Wingällenhütte (2032 m). Dal rifugio la vetta è raggiungibile in circa 4 ore.